# Blue Angels
I Blue Angels sono la pattuglia acrobatica della Marina degli Stati Uniti d'America. Creata nel 1946, è la seconda più antica tra quelle ancora attive, dopo la francese Patrouille de France (PAF).
Nel 2009 i piloti di questa pattuglia hanno eseguito 69 esibizioni in 35 città degli Stati Uniti seguiti da più di 13 milioni di persone, che salgono a 445 se si contano tutti gli spettatori dal 1946.

## Panoramica

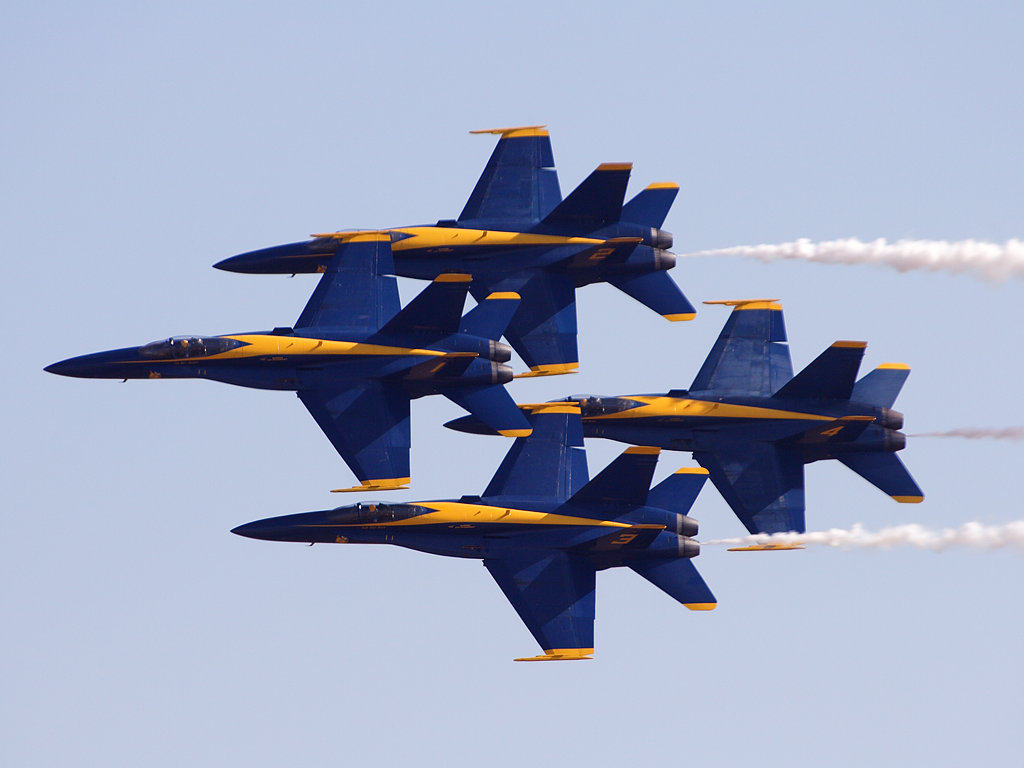
Una formazione stretta eseguita dai Blue Angels con i loro F/A-18 Hornet

I Blue Angels all'inizio volavano con tre aerei in formazione, poi passarono a quattro ed ora la formazione è composta da sei elementi per show. Un settimo aereo viene tenuto pronto in caso di problemi meccanici con uno della formazione titolare.

La pattuglia è suddivisa in due sezioni: da una parte c'è il "Diamante" (velivoli dall'1 al 4) e dall'altra i "Solisti" (5 e 6). Il Diamante, in formazione stretta e solitamente a basse velocità, effettua loop in formazione e modifiche di formazione in volo. I solisti effettuano manovre appena sotto il muro del suono, mostrando la loro abilità nel pilotare i Super Hornet. Alla fine della rappresentazione tutti e sei gli aerei si dispongono in formazione a delta, pronti ad eseguire la manovra che chiude lo show, la "fleur-de-lis".
La pattuglia è acquartierata alla Naval Air Station Pensacola, in Florida, ma durante il periodo di addestramento dei piloti, cioè da gennaio a marzo, si sposta nella Naval Air Facility El Centro in California.

## Storia

### Le origini

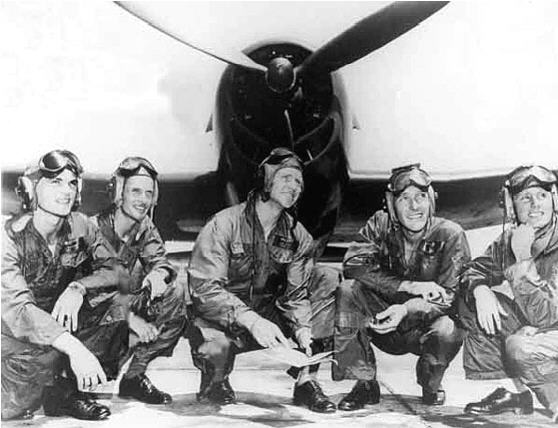
Roy Voris, al centro, insieme al resto del primo nucleo dei Blue Angels formatosi nel 1946. L'aereo davanti al quale posano è un Hellcat

L'origine dei Blue Angels risale all'immediato secondo dopoguerra, quando nel 1946 Chester Nimitz, ammiraglio statunitense, ordinò di formare una pattuglia che mostrasse al pubblico la bravura dei piloti dell'aviazione di marina. Nel giugno dello stesso anno il tenente Roy Voris, primo comandante della pattuglia, si esibì assieme ai suoi piloti presso la Naval Air Station Jacksonville, in Florida, montando aerei Grumman F6F Hellcat. Lo spettacolo ebbe successo e due mesi dopo si passò ai Grumman F8F Bearcat, mentre la scia di entusiasmo sfociò nel 1947 nella creazione della manovra tipica della pattuglia, chiamata "formazione a diamante" dal suo inventore Robert Clarke.

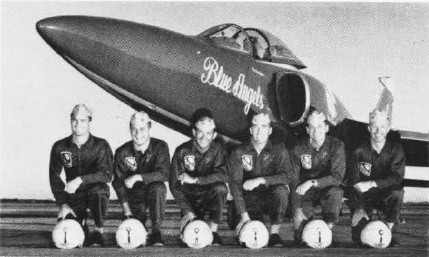
Il team dei Blue Angels fotografato nel 1961 davanti ad un Tiger

### L'arrivo degli aerei a reazione
Alla fine degli anni quaranta i Blue Angels volavano sul loro primo aereo a reazione, l'F9F-2 Panther, e, nel 1950, a causa della necessità della US Navy di avere a disposizione un maggior numero di piloti a causa della guerra di Corea, si trasferirono nella portaerei Princeton inquadrati nel Fighter Squadron 191 (191º squadrone caccia).

Nel 1951 il reparto venne rimpatraito alla Naval Air Station Corpus Christi in Texas, dove iniziò ad equipaggiarsi con la nuova versione del Panther, la F9F-5, e in cui stazionò sino al 1954, quando venne assegnata all'attuale base della Florida. Presto arrivarono i primi Grumman F9F Cougar, sostituiti nell'arco dei successivi vent'anni dagli F11F-1 Tiger (nel 1957) e dagli F-4J Phantom II (1969).

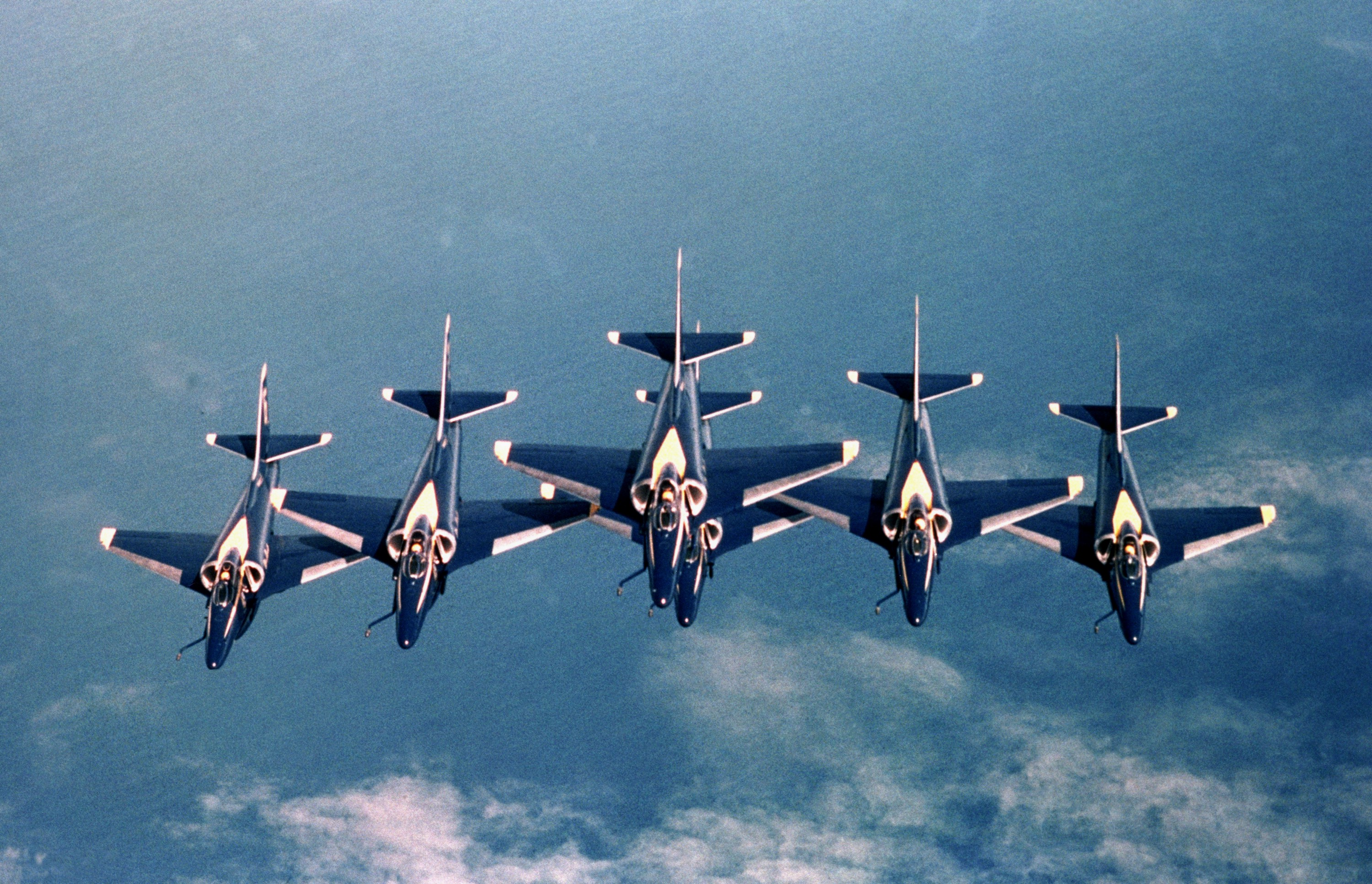
Skyhawk II dei Blue Angels

### Dalla riorganizzazione ad oggi
Nel dicembre 1974 l'unità venne riorganizzata sulla base di uno squadrone (il cui primo comandante fu Tony Less) acquisendo aerei A-4F Skyhawk II, venne istituita la figura del vice-caposquadriglia e si aggregarono ufficiali di supporto.

L'8 novembre 1986, in occasione dei quarant'anni della loro attività, i Blue Angels presentarono al pubblico il nuovo F/A-18 Hornet, aereo con il quale nel 1992 effettuarono il loro primo tour europeo della durata di 30 giorni, esibendosi in Svezia, Finlandia, Russia, Romania, Bulgaria, Italia, Regno Unito e Spagna. Nel 2007 il successo della pattuglia della marina statunitense venne riconfermato da circa 15 milioni di spettatori che accorsero alle loro manifestazioni aeree.
Nel 2018, la US NAVY commissiona a Boeing la conversione di 9 F/A-18E 8(monoposto) e 2 F/A-18F (biposto) Super Hornet. Nel 2021, dopo 34 anni sulla macchina, i Blue Angels effettuano la transizione dal "legacy" Hornet al Super Hornet.

## Manutenzione e supporto

### Fat Albert Airlines

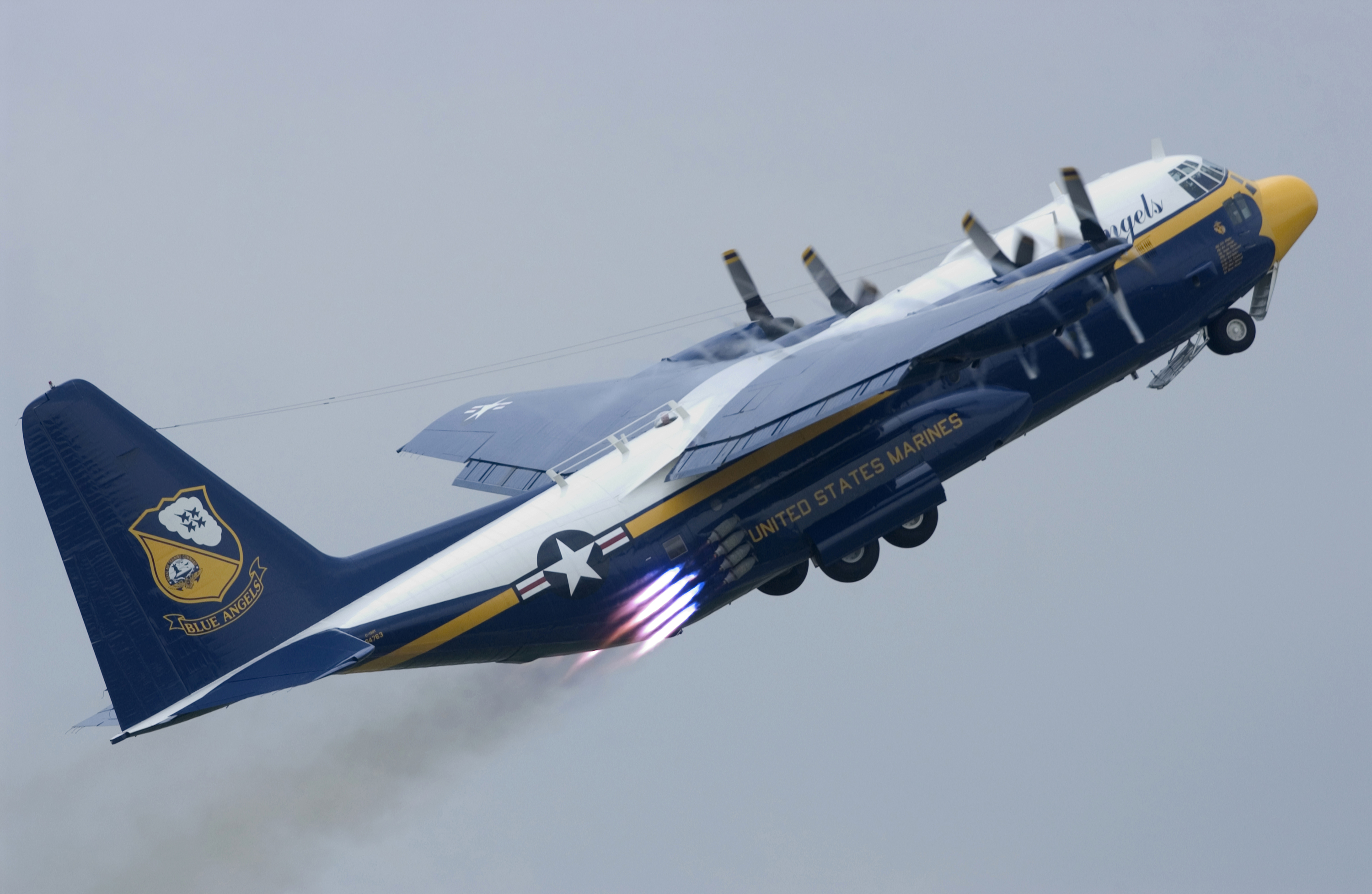
Fat Albert in fase di JATO

Dal 1970 i Blue Angels sono stati raggiunti anche da un C-130T Hercules dell'United States Marine Corps, ribattezzato Fat Albert Airlines, che provvede al trasporto dei pezzi di ricambio e dei sistemi di comunicazione necessari affinché la pattuglia prosegua senza intoppi gli spettacoli aerei.

I 40 membri dell'equipaggio percorrono ogni anno circa 225.300 km ad una velocità media di 579 km/h, raggiunta grazie a quattro turboeliche eroganti più di 11.931 kW che permettono a Fat Albert di decollare anche da piste relativamente brevi.
Durante alcuni spettacoli questo C-130T fa anche mostra delle sue capacità JATO: otto razzi, quattro per ciascun lato della fusoliera, vengono attivati simultaneamente permettendo al grande aereo da trasporto di alzarsi in volo nell'arco di 457 m, assumere un angolo di 45° ed arrivare a 300 m di altitudine in circa 15 secondi. A partire dal 2020, il C-130T sarà sostituito da uno dei C-130J ex RAF.

## Galleria d'immagini

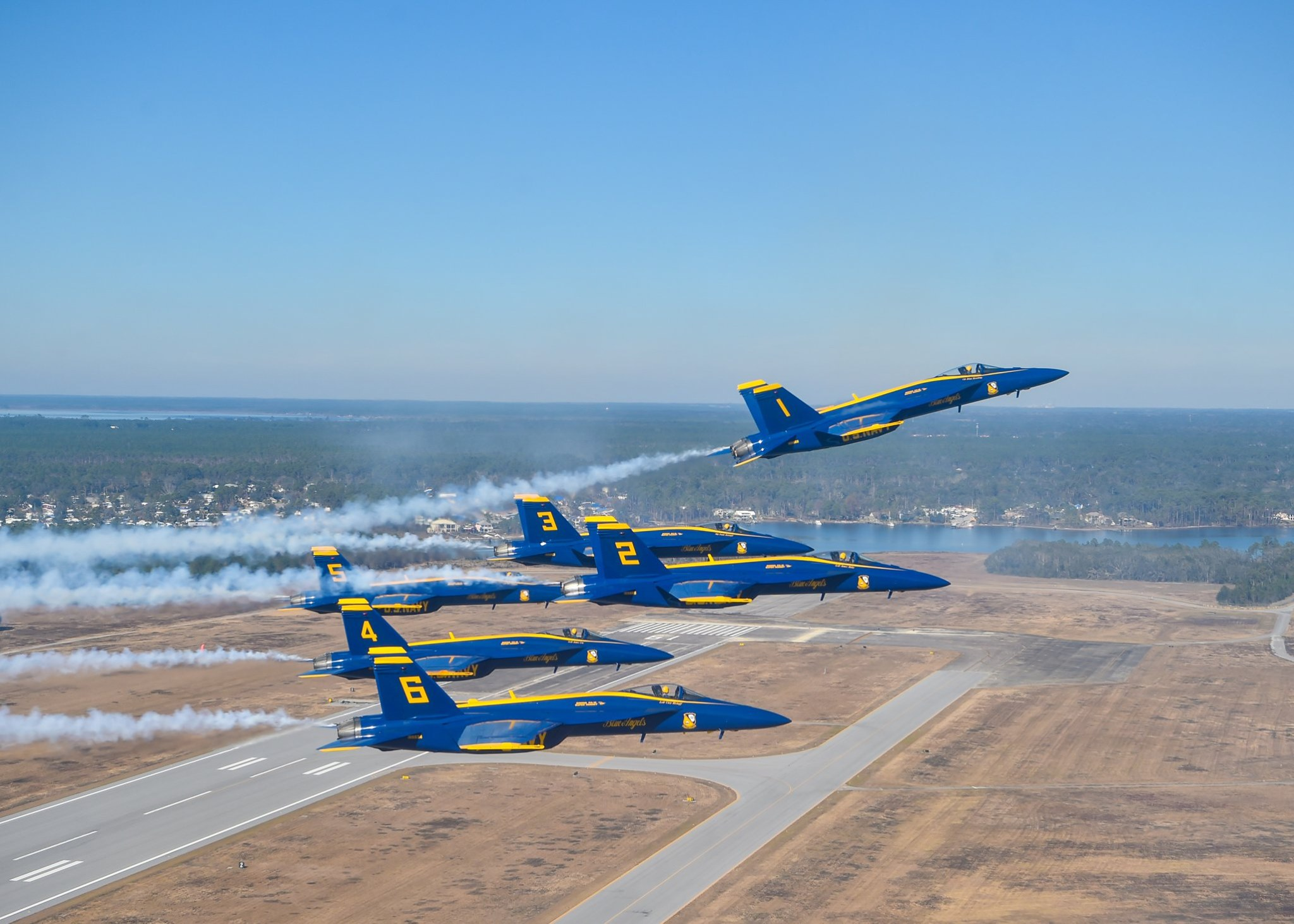
volo in formazione dei Super Hornet
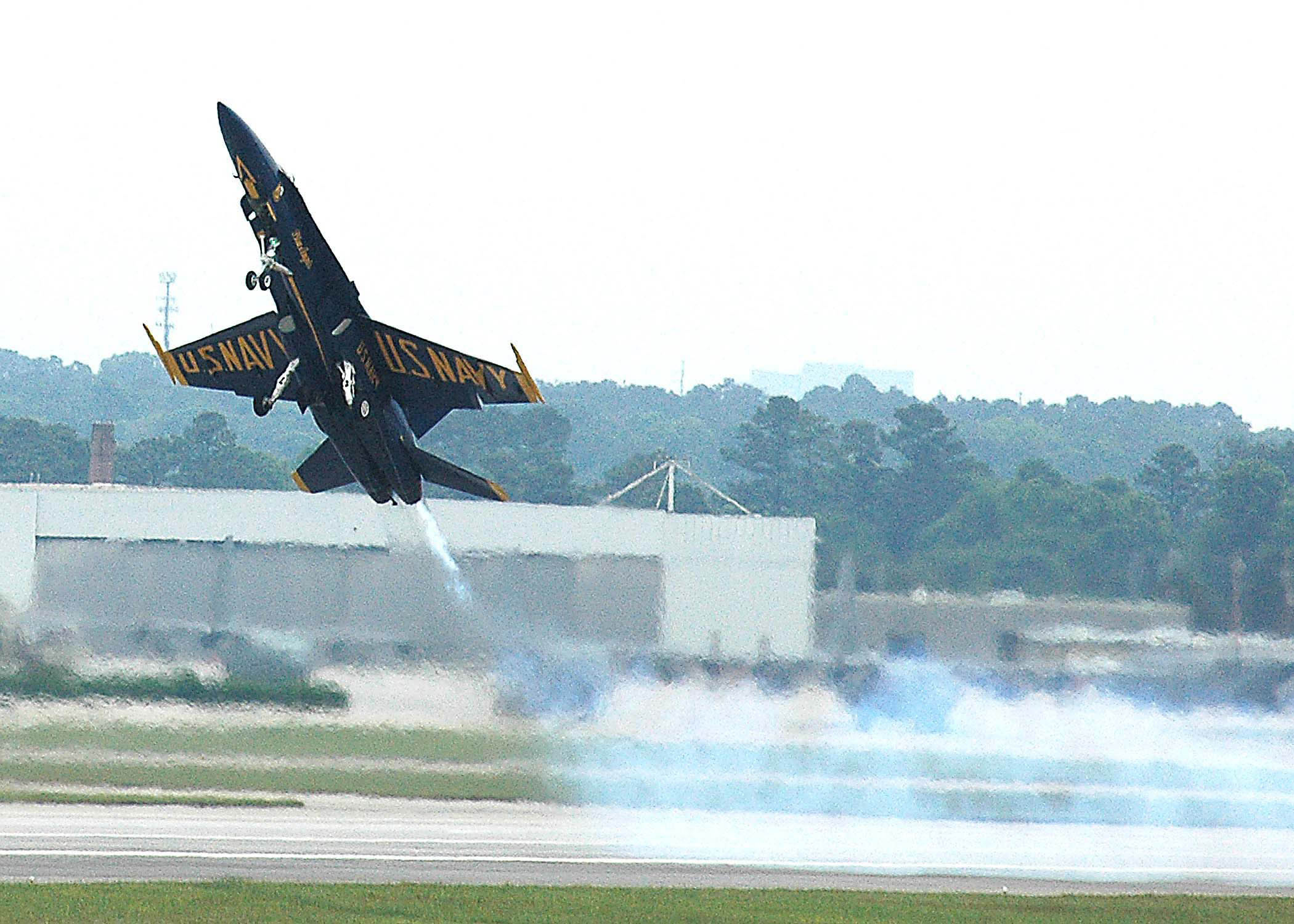
Decollo di un F/A-18 Hornet
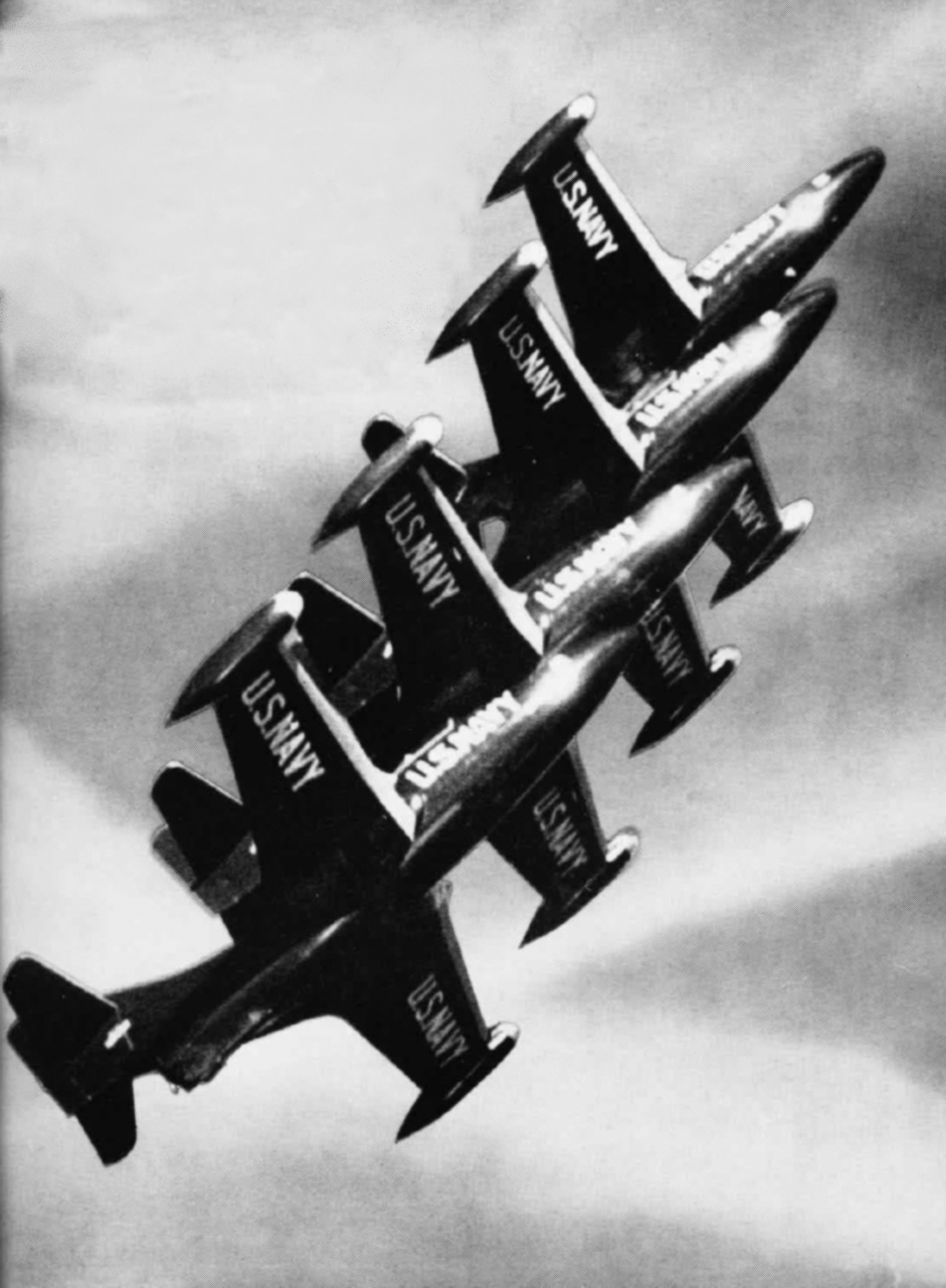
F9F-5 Panther in formazione
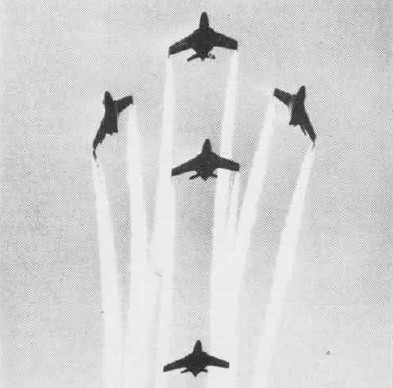
La manovra fleur de lis eseguita da alcuni F9F Cougar
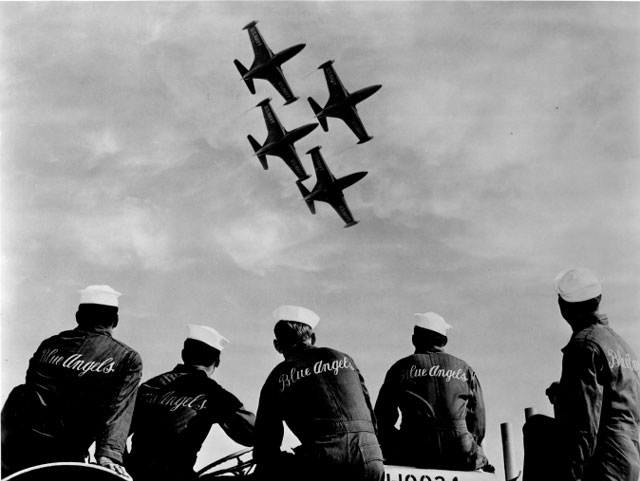
F9F-5 Panther in formazione "a diamante"
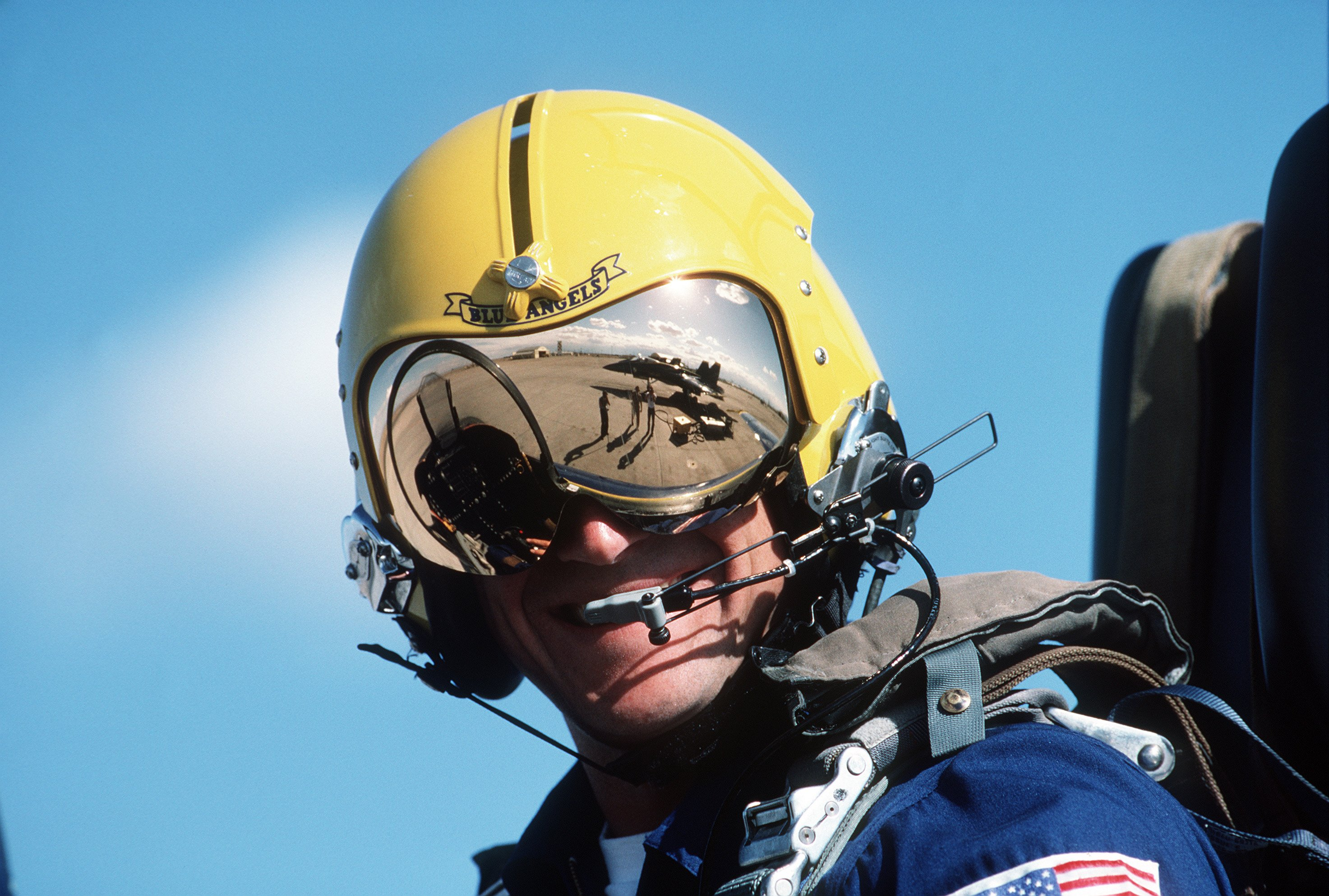
Pilota Blue Angels

## Opere derivate
Nel 1989 la Accolade pubblicò Blue Angels: Formation Flight Simulation, videogioco per computer ufficiale della pattuglia acrobatica.
Nel 2016 l'azienda italiana Rortos pubblicò il videogioco Blue Angels: Aerobatic Flight Simulator per Android e iOS, nel 2017 uscito anche per computer e console.